# Anthene versatilis
Anthene versatilis är en fjärilsart som beskrevs av George Thomas Bethune-Baker 1910. Anthene versatilis ingår i släktet Anthene och familjen juvelvingar. Inga underarter finns listade i Catalogue of Life.